# Перекоп (річка)
Перекоп (Кропивник) — річка  в Україні, у Стрийському й Миколаївському районах Львівської області, ліва притока Колодниці (басейн Дністра).

## Опис
Довжина річки 13,45 км.

## Розташування
Бере  початок на північно-східній стороні від села Ланівка. Тече переважно на північний схід понад селом Кавсько і на південно-західній стороні від села Болоня впадає у річку Колодницю, праву притоку Дністра.